# William John McKell

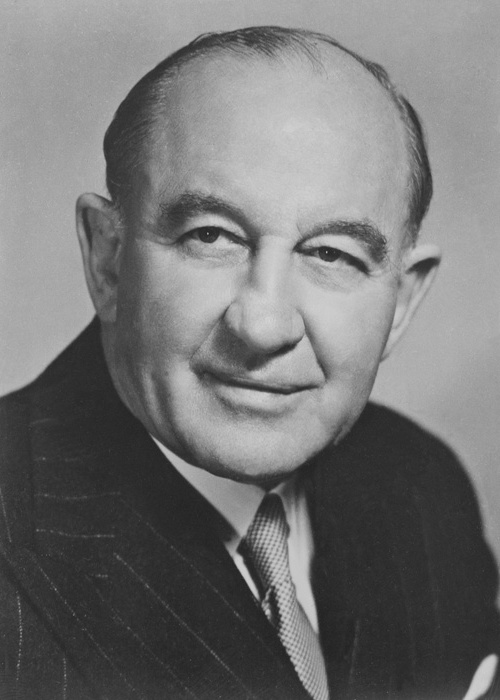
William John McKell

Sir William John McKell, GCMG, KStJ (* 26. September 1891 in Pambula, New South Wales; † 11. Januar 1985 in Sydney, New South Wales) war ein australischer Politiker und u. a. zwölfter Generalgouverneur Australiens.

## Frühes Leben
McKell wurde in Pambula, New South Wales, als Sohn eines Metzgers geboren. Er besuchte die Bourke Street Public School in Sydney und wurde Kesselschmied. Ab 1915 war er leitender Gewerkschaftssekretär der Boilermakers’ Union in New South Wales.

## Politische Karriere

### New South Wales
Für den Wahlbezirk Redfern wurde er 1917 als Kandidat der Australian Labor Party in die New South Wales Legislative Assembly gewählt. Diesen Sitz behielt er bis zu seiner Ernennung zum Generalgouverneur im Jahr 1947. Einzig in der Zeit von 1920 bis 1927 zu Zeiten der Verhältniswahlen trat McKell für den Wahlbezirk Botany an. Seine Frau Mary Pye heiratete er 1920. Während seiner Parlamentszeit studierte er Jura und wurde 1925 Barrister. In den Labor-Regierungen von Jack Lang war er Justizminister (1925–1927 u. 1931–1932), so wie Kommunalminister (1930–1931).
In den 1930er Jahren wurde McKell Oppositionsführer in der Labor Party von New South Wales gegen den eigenen Vorsitzenden Jack Lang aufgrund schlechter Wahlergebnisse, den er 1939 als Parteiführer und Oppositionsführer vertrieb im Staat vertrieb. Bei den Wahlen 1941 gelang McKell mit seiner Partei ein überzeugender Sieg in New South Wales und er wurde Premierminister des Staates.
Während des Zweiten Weltkriegs wurde McKell ein enger Mitarbeiter der Premierminister John Curtin und Ben Chifley. Mit Letzterem war er zudem eng befreundet. Im Februar 1947 erhielt Chifley von König Georg VI. die formelle Genehmigung für McKells Berufung als Generalgouverneur. Zu diesem Zeitpunkt war McKell noch immer Premier von New South Wales, hatte aber bereits seinen Wunsch bekanntgegeben, sich aus der aktiven Politik zurückzuziehen.

### Generalgouverneur
Chifley war der Meinung, dass der Nachfolger von Henry, Duke of Gloucester, ein Australier sein sollte. Wie bei der Berufung von Sir Isaac Isaacs gab es Proteste der Konservativen und aus London, doch die Zeiten, in denen der britische König dem australischen Premierminister die Wahl des Generalgouverneurs vorschreiben konnte, waren vorbei. Nachdem McKell nach seiner Berufung großen Respekt für die Krone und Großbritannien gezeigt hatte, gelang es ihm auch, die Kritiker zu beschwichtigen.
Große Kontroversen löste McKell 1951 mit seiner Entscheidung aus, auf Wunsch des liberalen Premierministers Robert Menzies das Repräsentantenhaus und den Senat aufzulösen. Zu diesem Zeitpunkt hatte die Australian Labor Party, der McKell früher angehört hatte, die Mehrheit im Senat zurückerobert, doch im Gegensatz zu den meisten Labor-Abgeordneten vertrat McKell die Position, dass das Volk die Regierung neu wählen sollte.
Ebenso kontrovers wurde in der Labor Party die Entscheidung McKells diskutiert, von König Georg VI. den Ritterschlag anzunehmen. Die Labor Party, als Arbeiterpartei, verfolgte die Politik, sich strikt von der britischen Monarchie abzutrennen. Ab dem Jahr 1951 durfte McKell sich Sir nennen, jedoch wurde ihm diese Ehre formell erst 1953 zuteil, als es ihm möglich war, nach Großbritannien zu reisen. Da der König mittlerweile gestorben war, vollzog Elisabeth II. die Zeremonie.
McKell zog sich im Mai 1953 von seinem Amt zurück. Von Juni 1956 bis 1957 arbeitete er in der Reid Commission, die die malaysische Verfassung ausarbeitete.

## Späte Jahre
McKell lebte für weitere 30 Jahre in Sydney und starb dort 1985.